# USL Championship 2020
La temporada 2020 de la USL Championship fue la 10.ª edición de la competición. La temporada comenzó el 6 de marzo de 2020, con la participación de 36 equipos y finalizaría el 17 de octubre de 2020. Esta es la segunda temporada en la que la liga operó bajo el nombre de "Campeonato USL", después de haber usado el nombre "United Soccer League" hasta 2018.
El 12 de marzo de 2020 la temporada se suspendió por 30 días debido a la Pandemia de enfermedad por coronavirus.
El 4 de junio, la liga anunció un regreso el 11 de julio de 2020. La Junta de Gobernadores votó para volver a jugar la temporada 2020, con una fecha de inicio provisional establecida para el 11 de julio. Mientras que la información adicional sobre el formato de la competencia, la programación, transmisión y otros detalles importantes estarán disponibles en las próximas semanas, es importante tener en cuenta que el regreso de la liga al juego se llevará a cabo en estricta alineación con todas las pautas de salud pública locales y estatales. La sede de USL también mantiene un diálogo regular con la Asociación de Jugadores de USL sobre todos los asuntos relacionados con los protocolos de salud y bienestar de los jugadores y espera continuar con esa discusión.
Los playoffs comenzaron el 10 de octubre y originalmente estaban programados para concluir con la final del campeonato de la USL el 1 de noviembre. La final se canceló el día anterior porque varios jugadores y personal de Tampa Bay Rowdies dieron positivo por COVID-19, por lo que el campeonato no fue otorgado, quedando como ganador Tampa Bay Rowdies de la Conferencia Este, y Phoenix Rising FC como ganador de la Conferencia Oeste.

## Equipos participantes
| Club                            | Ciudad                       | Estadio                           | Capacidad | Entrenador       |
| ------------------------------- | ---------------------------- | --------------------------------- | --------- | ---------------- |
| Atlanta United 2                | Kennesaw, Georgia            | Fifth Third Bank Stadium          | 8,318     | Stephen Glass    |
| Austin Bold FC                  | Austin, Texas                | Bold Stadium                      | 5,000     | Marcelo Serrano  |
| Birmingham Legion FC            | Birmingham, Alabama          | BBVA Field                        | 5,000     | Tom Soehn        |
| Charleston Battery              | Charleston, Carolina del Sur | MUSC Health Stadium               | 5,100     | Mike Anhaeuser   |
| Charlotte Independence          | Matthews, Carolina del Norte | Sportsplex at Matthews            | 5,000     | Mike Jeffries    |
| Colorado Springs Switchbacks FC | Colorado Springs, Colorado   | Weidner Field                     | 5,000     | Alan Koch        |
| El Paso Locomotive FC           | El Paso, Texas               | Southwest University Park         | 9,500     | Mark Lowry       |
| Hartford Athletic               | Hartford, Connecticut        | Dillon Stadium                    | 5,500     | Radhi Jaïdi      |
| Indy Eleven                     | Indianápolis, Indiana        | Lucas Oil Stadium                 | 62,421    | Martin Rennie    |
| LA Galaxy 2                     | Carson, California           | Dignity Health Track Stadium      | 5,000     | Junior Gonzalez  |
| Las Vegas Lights FC             | Las Vegas, Nevada            | Cashman Field                     | 9,334     | Eric Wynalda     |
| Loudoun United FC               | Leesburg, Virginia           | Segra Field                       | 5,000     | Ryan Martin      |
| Louisville City FC              | Louisville, Kentucky         | Louisville Slugger Field          | 8,000     | John Hackworth   |
| Memphis 901 FC                  | Memphis, Tennessee           | AutoZone Park                     | 10,000    | Tim Mulqueen     |
| Miami FC                        | Miami, Florida               | Estadio Riccardo Silva            | 20,000    | Nelson Vargas    |
| New Mexico United               | Albuquerque, Nuevo México    | Isotopes Park                     | 13,500    | Troy Lesesne     |
| New York Red Bulls II           | Montclair, Nueva Jersey      | MSU Soccer Park at Pittser Field  | 5,000     | John Wolyniec    |
| North Carolina FC               | Cary, Carolina del Norte     | WakeMed Soccer Park               | 10,000    | Dave Sarachan    |
| Oklahoma City Energy            | Oklahoma City, Oklahoma      | Taft Stadium                      | 7,500     | John Pascarella  |
| Orange County SC                | Irvine, California           | Champion Stadium                  | 5,000     | Braeden Cloutier |
| Philadelphia Union II           | Chester, Pensilvania         | Talen Energy Stadium              | 16,000    | Brendan Burke    |
| Phoenix Rising FC               | Tempe, Arizona               | Casino Arizona Field              | 6,200     | Rick Schantz     |
| Pittsburgh Riverhounds          | Pittsburgh, Pensilvania      | Highmark Stadium                  | 5,000     | Bob Lilley       |
| Portland Timbers 2              | Portland, Oregón             | Providence Park                   | 25,218    | Cameron Knowles  |
| Real Monarchs                   | Herriman, Utah               | Zions Bank Stadium                | 5,000     | Jámison Olave    |
| Reno                            | Reno, Nevada                 | Greater Nevada Field              | 9,013     | Ian Russell      |
| Rio Grande Valley FC Toros      | Edinburg, Texas              | H-E-B Park                        | 9,400     | Gerson Echeverry |
| Sacramento Republic FC          | Sacramento, California       | Papa Murphy's Park                | 11,569    | Mark Briggs      |
| Saint Louis FC                  | Fenton, Misuri               | World Wide Technology Soccer Park | 5,500     | Steve Trittschuh |
| San Antonio FC                  | San Antonio, Texas           | Toyota Field                      | 8,296     | Alen Marcina     |
| San Diego Loyal SC              | San Diego, California        | Torero Stadium                    | 6,000     | Landon Donovan   |
| Sporting Kansas City II         | Kansas City, Kansas          | Children's Mercy Park             | 18,467    | Paulo Nagamura   |
| Tacoma Defiance                 | Tacoma, Washington           | Cheney Stadium                    | 6,500     | Chris Little     |
| Tampa Bay Rowdies               | San Petersburgo, Florida     | Al Lang Stadium                   | 7,227     | Neill Collins    |
| FC Tulsa                        | Tulsa, Oklahoma              | ONEOK Field                       | 7,833     | Michael Nsien    |

## Resultados antes de la pandemia
| Condado de Orange SC              | 0 - 0 | El Paso Locomotive FC  | Gran Parque del condado de Orange | 6 de marzo | 00:00 |
| Tacoma Defiance                   | 1 - 3 | Reno                   | Cheney Stadium                    | 6 de marzo | 00:00 |
| Austin Bold FC                    | 1 - 0 | New Mexico United      | Isotopes Park                     | 7 de marzo | 22:30 |
| Philadelphia Union II             | 0 - 0 | Loudoun United FC      | Talen Energy Stadium              | 7 de marzo | 21:30 |
| Memphis 901 FC                    | 2 - 4 | Indy Eleven            | AutoZone Park                     | 7 de marzo | 21:00 |
| New York Red Bulls II             | 0 - 1 | Tampa Bay Rowdies      | MSU Soccer Park at Pittser Field  | 7 de marzo | 17:00 |
| North Carolina Football Club      | 0 - 1 | Louisville City FC     | WakeMed Soccer Park               | 7 de marzo | 16:30 |
| Oklahoma City Energy FC           | 1 - 2 | Colorado Springs       | Taft Stadium                      | 7 de marzo | 22:00 |
| Phoenix Rising FC                 | 6 - 1 | Portland Timbers 2     | Casino Arizona Field              | 7 de marzo | 23:30 |
| Sacramento Republic Football Club | 1 - 1 | FC Tulsa               | Papa Murphy's Park                | 7 de marzo | 00:30 |
| Saint Louis FC                    | 4 - 1 | Miami Football Club    | World Wide Technology Soccer Park | 7 de marzo | 22:00 |
| San Antonio Football Club         | 1 - 0 | Real Monarchs          | Toyota Field                      | 7 de marzo | 22:30 |
| San Diego Loyal SC                | 1 - 1 | Las Vegas Lights FC    | Torero Stadium                    | 7 de marzo | 00:00 |
| Atlanta United 2                  | 0 - 1 | Charleston Battery     | Fifth Third Bank Stadium          | 8 de marzo | 16:30 |
| Río Grande Valley Toros           | 1 - 5 | LA Galaxy 2            | H-E-B Park                        | 8 de marzo | 20:30 |
| Sporting Kansas City II           | 1 - 2 | Charlotte Independence | Children's Mercy Park             | 8 de marzo | 18:00 |

| Tacoma Defiance | 1 - 2 | San Diego Loyal SC | Reno | 11 de marzo | 23:00 |

## Nueva versión por coronavirus
La pandemia de coronavirus causó una nueva versión radical de la competencia para 2020. Cuando el Campeonato de la USL se reanude el 11 de julio, los equipos competirán en pequeños grupos de cuatro o cinco equipos con un componente geográfico, y los dos mejores equipos de cada grupo se clasificarán para la postemporada.
Los partidos jugados antes de la suspensión de la temporada serán válidos y contarán para la asignación de 16 juegos en general, ya sea como dentro del grupo o como uno de los cuatro adicionales fuera del grupo que completarán el calendario.

## Clasificación

### Grupo A
El Grupo A cubre el noroeste de los Estados Unidos, incluido el norte de California.
| Pos. | Equipo                 | PJ | PG | PE | PP | GF | GC | DG  | Pts. |                               |
| ---- | ---------------------- | -- | -- | -- | -- | -- | -- | --- | ---- | ----------------------------- |
| 1    | Reno 1868 FC           | 16 | 11 | 3  | 2  | 43 | 21 | +22 | 36   | Clasificación a los play-offs |
| 2    | Sacramento Republic FC | 16 | 8  | 6  | 2  | 27 | 17 | +10 | 30   | Clasificación a los play-offs |
| 3    | Tacoma Defiance        | 16 | 4  | 2  | 10 | 25 | 32 | −7  | 14   |                               |
| 4    | Portland Timbers 2     | 16 | 3  | 0  | 13 | 20 | 50 | −30 | 9    |                               |

| Grupo A                | Grupo A   | Grupo A                | Grupo A          | Grupo A |
| Local                  | Resultado | Visitante              | Fecha            | Hora    |
| ---------------------- | --------- | ---------------------- | ---------------- | ------- |
| Tacoma Defiance        | 1:3       | Reno                   | 7 de marzo       | 12:00   |
| Sacramento Republic FC | 1:1       | FC Tulsa               | 8 de marzo       | 12:30   |
| Tacoma Defiance        | 1:2       | San Diego Loyal SC     | 11 de marzo      | 23:00   |
| Sacramento Republic FC | 3:3       | Tacoma Defiance        | 13 de julio      | 22:00   |
| Tacoma Defiance        | 3:0       | Portland Timbers 2     | 18 de julio      | 20:00   |
| Sacramento Republic FC | 1:0       | Reno                   | 19 de julio      | 21:00   |
| Portland Timbers 2     | 1:4       | Reno                   | 29 de julio      | 22:30   |
| Portland Timbers 2     | 0:4       | Tacoma Defiance        | 3 de agosto      | 21:00   |
| Portland Timbers 2     | 0:1       | Sacramento Republic FC | 8 de agosto      | 22:00   |
| Reno                   | 2:1       | Tacoma Defiance        | 8 de agosto      | 22:30   |
| Reno                   | 0:1       | Sacramento Republic FC | 12 de agosto     | 22:30   |
| Reno                   | 5:2       | Portland Timbers 2     | 15 de agosto     | 22:30   |
| Sacramento Republic FC | 3:1       | Tacoma Defiance        | 15 de agosto     | 23:00   |
| Sacramento Republic FC | 2:1       | Portland Timbers 2     | 22 de agosto     | 23:00   |
| Portland Timbers 2     | 2:3       | LA Galaxy 2            | 26 de agosto     | 22:30   |
| Reno                   | 2:1       | Phoenix Rising FC      | 29 de agosto     | 22:00   |
| Portland Timbers 2     | 1:2       | Sacramento Republic FC | 2 de septiembre  | 15:00   |
| Reno                   | 7:1       | Portland Timbers 2     | 5 de septiembre  | 22:00   |
| Portland Timbers 2     | 3:0       | Tacoma Defiance        | 9 de septiembre  | 23:00   |
| Sacramento Republic FC | 2:1       | Orange County SC       | 9 de septiembre  | 23:30   |
| Sacramento Republic FC | 3:3       | Reno                   | 12 de septiembre | 23:30   |
| Reno                   | 3:2       | Tacoma Defiance        | 17 de septiembre | 22:30   |
| Portland Timbers 2     | 2:5       | Reno                   | 20 de septiembre | 22:00   |
| Sacramento Republic FC | 3:3       | Tacoma Defiance        | 20 de septiembre | 23:30   |
| Portland Timbers 2     | 3:1       | Tacoma Defiance        | 24 de septiembre | 23:00   |
| Reno                   | 1:1       | Sacramento Republic FC | 26 de septiembre | 22:30   |
| Tacoma Defiance        | 2:1       | Portland Timbers 2     | 27 de septiembre | 17:30   |
| Reno                   | 2:2       | Las Vegas Lights FC    | 30 de septiembre | 22:30   |
| Tacoma Defiance        | 1:0       | Sacramento Republic FC | 30 de septiembre | 23:00   |
| Tacoma Defiance        | 1:2       | Reno                   | 3 de octubre     | 23:00   |
| Sacramento Republic FC | 4:0       | Portland Timbers 2     | 3 de octubre     | 23:30   |

### Grupo B
El grupo B cubre el sur de California, Arizona y Nevada.
| Pos. | Equipo              | PJ | PG | PE | PP | GF | GC | DG  | Pts. |                               |
| ---- | ------------------- | -- | -- | -- | -- | -- | -- | --- | ---- | ----------------------------- |
| 1    | Phoenix Rising FC   | 16 | 11 | 2  | 3  | 46 | 17 | +29 | 35   | Clasificación a los play-offs |
| 2    | LA Galaxy 2         | 16 | 8  | 2  | 6  | 29 | 32 | −3  | 26   | Clasificación a los play-offs |
| 3    | Orange County SC    | 16 | 7  | 3  | 6  | 18 | 18 | 0   | 24   |                               |
| 4    | San Diego Loyal SC  | 16 | 6  | 5  | 5  | 17 | 18 | −1  | 23   |                               |
| 5    | Las Vegas Lights FC | 16 | 2  | 5  | 9  | 24 | 34 | −10 | 11   |                               |

| Grupo B             | Grupo B   | Grupo B                | Grupo B          | Grupo B |
| Local               | Resultado | Visitante              | Fecha            | Hora    |
| ------------------- | --------- | ---------------------- | ---------------- | ------- |
| Orange County SC    | 0:0       | El Paso Locomotive FC  | 7 de marzo       | 12:00   |
| Phoenix Rising FC   | 6:1       | Portland Timbers 2     | 7 de marzo       | 23:30   |
| San Diego Loyal SC  | 1:1       | Las Vegas Lights FC    | 8 de marzo       | 12:00   |
| Phoenix Rising FC   | 4:0       | LA Galaxy 2            | 11 de julio      | 22:00   |
| Orange County SC    | 1:1       | Phoenix Rising FC      | 16 de julio      | 21:00   |
| San Diego Loyal SC  | 0:1       | LA Galaxy 2            | 19 de julio      | 22:00   |
| LA Galaxy 2         | 1:0       | Sacramento Republic FC | 25 de julio      | 22:00   |
| Orange County SC    | 1:0       | Phoenix Rising FC      | 25 de julio      | 22:00   |
| San Diego Loyal SC  | 2:1       | Las Vegas Lights FC    | 25 de julio      | 22:00   |
| San Diego Loyal SC  | 0:0       | Sacramento Republic FC | 1 de agosto      | 22:00   |
| Las Vegas Lights FC | 0:1       | Reno                   | 1 de agosto      | 22:30   |
| Phoenix Rising FC   | 3:1       | El Paso Locomotive FC  | 1 de agosto      | 22:30   |
| Phoenix Rising FC   | 5:2       | New Mexico United      | 8 de agosto      | 22:30   |
| San Diego Loyal SC  | 0:2       | Orange County SC       | 12 de agosto     | 22:00   |
| Orange County SC    | 1:0       | Las Vegas Lights FC    | 15 de agosto     | 22:00   |
| Phoenix Rising FC   | 2:0       | San Diego Loyal SC     | 15 de agosto     | 22:30   |
| LA Galaxy 2         | 1:4       | Phoenix Rising FC      | 19 de agosto     | 17:00   |
| Las Vegas Lights FC | 3:1       | Tacoma Defiance        | 19 de agosto     | 22:30   |
| San Diego Loyal SC  | 1:3       | Reno                   | 22 de agosto     | 22:00   |
| LA Galaxy 2         | 1:2       | Orange County SC       | 22 de agosto     | 22:00   |
| Las Vegas Lights FC | 3:3       | Phoenix Rising FC      | 22 de agosto     | 22:30   |
| Las Vegas Lights FC | 3:1       | Orange County SC       | 25 de agosto     | 22:00   |
| Orange County SC    | 0:0       | San Diego Loyal SC     | 29 de agosto     | 22:00   |
| LA Galaxy 2         | 4:3       | Las Vegas Lights FC    | 30 de agosto     | 17:00   |
| Orange County SC    | 2:1       | LA Galaxy 2            | 2 de septiembre  | 22:00   |
| Las Vegas Lights FC | 1:1       | San Diego Loyal SC     | 2 de septiembre  | 22:30   |
| Orange County SC    | 1:2       | LA Galaxy 2            | 5 de septiembre  | 22:00   |
| Las Vegas Lights FC | 0:2       | Phoenix Rising FC      | 5 de septiembre  | 22:30   |
| LA Galaxy 2         | 0:3       | San Diego Loyal SC     | 9 de septiembre  | 23:00   |
| Phoenix Rising FC   | 5:1       | Las Vegas Lights FC    | 11 de septiembre | 23:30   |
| San Diego Loyal SC  | 2:0       | Orange County SC       | 13 de septiembre | 23:00   |
| LA Galaxy 2         | 3:2       | Las Vegas Lights FC    | 15 de septiembre | 23:00   |
| Orange County SC    | 1:0       | Las Vegas Lights FC    | 18 de septiembre | 23:00   |
| Phoenix Rising FC   | 2:3       | San Diego Loyal SC     | 19 de septiembre | 23:30   |
| LA Galaxy 2         | 1:1       | San Diego Loyal SC     | 23 de septiembre | 23:00   |
| Las Vegas Lights FC | 2:2       | LA Galaxy 2            | 26 de septiembre | 23:30   |
| Phoenix Rising FC   | 1:0       | Orange County SC       | 26 de septiembre | 23:30   |
| San Diego Loyal SC  | 3:1       | Phoenix Rising FC      | 30 de septiembre | 23:00   |
| LA Galaxy 2         | 3:1       | Orange County SC       | 30 de septiembre | 23:00   |
| Phoenix Rising FC   | 4:1       | LA Galaxy 2            | 3 de octubre     | 23:30   |
| Las Vegas Lights FC | 2:4       | Orange County SC       | 3 de octubre     | 23:30   |

### Grupo C
El Grupo C incluye los estados de las Montañas Rocosas, Nuevo México y El Paso, Texas.
| Pos. | Equipo                          | PJ | PG | PE | PP | GF | GC | DG  | Pts. |                               |
| ---- | ------------------------------- | -- | -- | -- | -- | -- | -- | --- | ---- | ----------------------------- |
| 1    | El Paso Locomotive FC           | 16 | 9  | 5  | 2  | 24 | 14 | +10 | 32   | Clasificación a los play-offs |
| 2    | New Mexico United               | 15 | 8  | 3  | 4  | 23 | 17 | +6  | 27   | Clasificación a los play-offs |
| 3    | Colorado Springs Switchbacks FC | 16 | 2  | 7  | 7  | 19 | 28 | −9  | 13   |                               |
| 4    | Real Monarchs                   | 16 | 3  | 2  | 11 | 14 | 25 | −11 | 11   |                               |

| Grupo C                         | Grupo C   | Grupo C                         | Grupo C          | Grupo C |
| Local                           | Resultado | Visitante                       | Fecha            | Hora    |
| ------------------------------- | --------- | ------------------------------- | ---------------- | ------- |
| Real Monarchs                   | 0:1       | San Diego Loyal SC              | 11 de julio      | 16:00   |
| Colorado Springs Switchbacks FC | 1:2       | New Mexico United               | 11 de julio      | 20:00   |
| El Paso Locomotive FC           | 1:0       | Rio Grande Valley FC Toros      | 11 de julio      | 21:30   |
| El Paso Locomotive FC           | 2:2       | New Mexico United               | 15 de julio      | 21:00   |
| Real Monarchs                   | 3:3       | Colorado Springs Switchbacks FC | 18 de julio      | 16:00   |
| El Paso Locomotive FC           | 1:2       | New Mexico United               | 24 de julio      | 21:30   |
| Colorado Springs Switchbacks FC | 1:2       | Real Monarchs                   | 1 de agosto      | 20:00   |
| El Paso Locomotive FC           | 4:2       | Colorado Springs Switchbacks FC | 8 de agosto      | 21:30   |
| Colorado Springs Switchbacks FC | 0:1       | New Mexico United               | 15 de agosto     | 17:00   |
| Real Monarchs                   | 0:1       | El Paso Locomotive FC           | 15 de agosto     | 22:00   |
| Real Monarchs                   | 0:2       | New Mexico United               | 19 de agosto     | 22:00   |
| Colorado Springs Switchbacks FC | 0:0       | El Paso Locomotive FC           | 22 de agosto     | 20:00   |
| Real Monarchs                   | 1:2       | New Mexico United               | 22 de agosto     | 22:00   |
| Colorado Springs Switchbacks FC | 4:4       | Austin Bold FC                  | 26 de agosto     | 21:00   |
| Colorado Springs Switchbacks FC | 1:1       | New Mexico United               | 29 de agosto     | 20:00   |
| El Paso Locomotive FC           | 2:1       | Real Monarchs                   | 29 de agosto     | 21:30   |
| Real Monarchs                   | 1:0       | Tacoma Defiance                 | 4 de septiembre  | 22:00   |
| Colorado Springs Switchbacks FC | 0:0       | Oklahoma City Energy            | 5 de septiembre  | 20:00   |
| El Paso Locomotive FC           | 3:2       | New Mexico United               | 5 de septiembre  | 21:30   |
| Real Monarchs                   | 4:1       | Colorado Springs Switchbacks FC | 9 de septiembre  | 23:00   |
| Real Monarchs                   | 0:2       | New Mexico United               | 12 de septiembre | 15:00   |
| El Paso Locomotive FC           | 2:1       | San Antonio FC                  | 12 de septiembre | 22:30   |
| El Paso Locomotive FC           | 2:1       | Colorado Springs Switchbacks FC | 16 de septiembre | 22:00   |
| Real Monarchs                   | 1:2       | Portland Timbers 2              | 16 de septiembre | 23:00   |
| Colorado Springs Switchbacks FC | 2:1       | New Mexico United               | 19 de septiembre | 18:30   |
| El Paso Locomotive FC           | 1:0       | Real Monarchs                   | 19 de septiembre | 22:30   |
| Colorado Springs Switchbacks FC | 1:1       | Real Monarchs                   | 26 de septiembre | 21:00   |
| El Paso Locomotive FC           | 0:0       | New Mexico United               | 26 de septiembre | 22:30   |
| Colorado Springs Switchbacks FC | 0:0       | El Paso Locomotive FC           | 30 de septiembre | 22:00   |
| Real Monarchs                   | 0:1       | New Mexico United               | 30 de septiembre | 22:30   |
| Real Monarchs                   | 0:4       | El Paso Locomotive FC           | 4 de octubre     | 17:00   |

### Grupo D
El grupo D representa a Texas (excepto El Paso) y Oklahoma.
| Pos. | Equipo                     | PJ | PG | PE | PP | GF | GC | DG  | Pts. |                               |
| ---- | -------------------------- | -- | -- | -- | -- | -- | -- | --- | ---- | ----------------------------- |
| 1    | San Antonio FC             | 16 | 10 | 3  | 3  | 30 | 14 | +16 | 33   | Clasificación a los play-offs |
| 2    | FC Tulsa                   | 15 | 6  | 7  | 2  | 21 | 16 | +5  | 25   | Clasificación a los play-offs |
| 3    | Austin Bold FC             | 16 | 5  | 7  | 4  | 30 | 27 | +3  | 22   |                               |
| 4    | Rio Grande Valley FC Toros | 14 | 2  | 3  | 9  | 17 | 28 | −11 | 9    |                               |
| 5    | Oklahoma City Energy       | 16 | 1  | 7  | 8  | 12 | 29 | −17 | 10   |                               |

| Grupo D                    | Grupo D   | Grupo D                         | Grupo D          | Grupo D |
| Local                      | Resultado | Visitante                       | Fecha            | Hora    |
| -------------------------- | --------- | ------------------------------- | ---------------- | ------- |
| Oklahoma City Energy       | 1:2       | Colorado Springs Switchbacks FC | 7 de marzo       | 22:00   |
| San Antonio FC             | 1:0       | Real Monarchs                   | 7 de marzo       | 22:30   |
| Austin Bold FC             | 1:0       | New Mexico United               | 7 de marzo       | 22:30   |
| Rio Grande Valley FC Toros | 1:5       | LA Galaxy 2                     | 8 de marzo       | 20:30   |
| Oklahoma City Energy       | 1:1       | FC Tulsa                        | 13 de julio      | 20:00   |
| Austin Bold FC             | 1:3       | Oklahoma City Energy            | 17 de julio      | 21:00   |
| Rio Grande Valley FC Toros | 1:1       | San Antonio FC                  | 19 de julio      | 21:00   |
| Oklahoma City Energy       | 1:1       | Rio Grande Valley FC Toros      | 22 de julio      | 20:00   |
| San Antonio FC             | 1:0       | Rio Grande Valley FC Toros      | 25 de julio      | 21:00   |
| Oklahoma City Energy       | 0:3       | New Mexico United               | 1 de agosto      | 20:00   |
| Austin Bold FC             | 2:4       | San Antonio FC                  | 1 de agosto      | 21:00   |
| Rio Grande Valley FC Toros | 1:2       | FC Tulsa                        | 1 de agosto      | 21:00   |
| Oklahoma City Energy       | 0:3       | San Antonio FC                  | 8 de agosto      | 20:00   |
| Austin Bold FC             | 4:1       | Rio Grande Valley FC Toros      | 8 de agosto      | 21:00   |
| FC Tulsa                   | 0:0       | San Antonio FC                  | 12 de agosto     | 20:00   |
| Oklahoma City Energy       | 0:0       | Rio Grande Valley FC Toros      | 15 de agosto     | 20:00   |
| San Antonio FC             | 1:1       | Austin Bold FC                  | 15 de agosto     | 21:00   |
| FC Tulsa                   | 2:2       | Austin Bold FC                  | 19 de agosto     | 20:00   |
| San Antonio FC             | 4:0       | Oklahoma City Energy            | 19 de agosto     | 21:00   |
| San Antonio FC             | 2:0       | FC Tulsa                        | 22 de agosto     | 21:00   |
| Rio Grande Valley FC Toros | 2:3       | Austin Bold FC                  | 22 de agosto     | 21:00   |
| LA Galaxy 2                | 1:2       | Orange County SC                |                  | 22:00   |
| FC Tulsa                   | 1:2       | Sporting Kansas City II         | 29 de agosto     | 20:00   |
| Oklahoma City Energy       | 1:1       | Austin Bold FC                  | 30 de agosto     | 18:00   |
| FC Tulsa                   | 2:1       | Rio Grande Valley FC Toros      | 2 de septiembre  | 20:00   |
| Austin Bold FC             | 1:1       | FC Tulsa                        | 5 de septiembre  | 21:00   |
| San Antonio FC             | 3:2       | Rio Grande Valley FC Toros      | 5 de septiembre  | 21:00   |
| Austin Bold FC             | 2:2       | FC Tulsa                        | 8 de septiembre  | 22:00   |
| FC Tulsa                   | 1:1       | Oklahoma City Energy            | 12 de septiembre | 21:00   |
| San Antonio FC             | 3:2       | Austin Bold FC                  | 16 de septiembre | 22:00   |
| San Antonio FC             | 2:0       | Oklahoma City Energy            | 19 de septiembre | 22:00   |
| Austin Bold FC             | 4:0       | Sporting Kansas City II         | 22 de septiembre | 22:00   |
| FC Tulsa                   | 1:0       | San Antonio FC                  | 26 de septiembre | 21:00   |
| Oklahoma City Energy       | 0:0       | Austin Bold FC                  | 27 de septiembre | 19:00   |
| FC Tulsa                   | 3:2       | Oklahoma City Energy            | 30 de septiembre | 21:00   |
| Rio Grande Valley FC Toros | 2:0       | Austin Bold FC                  | 30 de septiembre | 22:00   |
| FC Tulsa                   | 2:0       | Colorado Springs Switchbacks FC | 3 de octubre     | 21:00   |
| Rio Grande Valley FC Toros | 4:2       | Oklahoma City Energy            | 3 de octubre     | 22:00   |
| Austin Bold FC             | 2:1       | San Antonio FC                  | 4 de octubre     | 19:00   |

### Grupo E
El grupo E cubre los estados del medio oeste.
| Pos. | Equipo                  | PJ | PG | PE | PP | GF | GC | DG  | Pts. |                               |
| ---- | ----------------------- | -- | -- | -- | -- | -- | -- | --- | ---- | ----------------------------- |
| 1    | Louisville City FC      | 16 | 11 | 2  | 3  | 28 | 12 | +16 | 35   | Clasificación a los play-offs |
| 2    | Saint Louis FC          | 16 | 7  | 4  | 5  | 22 | 21 | +1  | 25   | Clasificación a los play-offs |
| 3    | Indy Eleven             | 16 | 7  | 2  | 7  | 21 | 19 | +2  | 23   |                               |
| 4    | Sporting Kansas City II | 16 | 5  | 1  | 10 | 21 | 30 | −9  | 16   |                               |

| Grupo E                 | Grupo E   | Grupo E                   | Grupo E          | Grupo E |
| Local                   | Resultado | Visitante                 | Fecha            | Hora    |
| ----------------------- | --------- | ------------------------- | ---------------- | ------- |
| Saint Louis FC          | 4:1       | Miami FC                  | 7 de marzo       | 22:00   |
| Sporting Kansas City II | 1:2       | Charlotte Independence    | 8 de marzo       | 18:00   |
| Indy Eleven             | 2:0       | Saint Louis FC            | 11 de julio      | 19:00   |
| Louisville City FC      | 1:3       | Pittsburgh Riverhounds SC | 12 de julio      | 17:00   |
| Indy Eleven             | 2:1       | Sporting Kansas City II   | 18 de julio      | 19:00   |
| Louisville City FC      | 0:1       | Saint Louis FC            | 18 de julio      | 20:00   |
| Louisville City FC      | 1:0       | Sporting Kansas City II   | 25 de julio      | 20:00   |
| Saint Louis FC          | 1:0       | Indy Eleven               | 26 de julio      | 17:00   |
| Indy Eleven             | 4:1       | Hartford Athletic         | 29 de julio      | 19:00   |
| Louisville City FC      | 1:2       | Sporting Kansas City II   | 29 de julio      | 20:00   |
| Indy Eleven             | 0:1       | Sporting Kansas City II   | 1 de agosto      | 19:00   |
| Saint Louis FC          | 1:1       | Sporting Kansas City II   | 5 de agosto      | 20:00   |
| Louisville City FC      | 1:1       | Indy Eleven               | 8 de agosto      | 20:00   |
| Saint Louis FC          | 0:2       | FC Tulsa                  | 8 de agosto      | 20:00   |
| Indy Eleven             | 1:0       | Pittsburgh Riverhounds SC | 15 de agosto     | 19:00   |
| Louisville City FC      | 2:0       | Loudoun United FC         | 15 de agosto     | 20:00   |
| Saint Louis FC          | 3:1       | Sporting Kansas City II   | 15 de agosto     | 20:00   |
| Louisville City FC      | 4:1       | Sporting Kansas City II   | 19 de agosto     | 20:00   |
| Sporting Kansas City II | 3:0       | Oklahoma City Energy      | 22 de agosto     | 20:00   |
| Louisville City FC      | 1:0       | Indy Eleven               | 26 de agosto     | 20:00   |
| Saint Louis FC          | 1:1       | Louisville City FC        | 29 de agosto     | 20:00   |
| Saint Louis FC          | 3:2       | Sporting Kansas City II   | 4 de septiembre  | 20:00   |
| Indy Eleven             | 1:3       | Louisville City FC        | 5 de septiembre  | 19:00   |
| Indy Eleven             | 2:1       | Sporting Kansas City II   | 9 de septiembre  | 20:00   |
| Louisville City FC      | 3:0       | Saint Louis FC            | 12 de septiembre | 20:30   |
| Indy Eleven             | 0:2       | Louisville City FC        | 16 de septiembre | 20:00   |
| Louisville City FC      | 4:1       | Memphis 901 FC            | 19 de septiembre | 20:30   |
| Saint Louis FC          | 3:2       | Sporting Kansas City II   | 19 de septiembre | 21:00   |
| Indy Eleven             | 1:1       | Saint Louis FC            | 23 de septiembre | 20:00   |
| Saint Louis FC          | 0:1       | Louisville City FC        | 26 de septiembre | 21:00   |
| Indy Eleven             | 1:2       | Sporting Kansas City II   | 30 de septiembre | 20:00   |
| Saint Louis FC          | 2:1       | Indy Eleven               | 3 de octubre     | 20:30   |
| Louisville City FC      | 2:1       | Sporting Kansas City II   | 3 de octubre     | 20:30   |

### Grupo F
El grupo F incluye el noreste de los Estados Unidos.
| Pos. | Equipo                    | PJ | PG | PE | PP | GF | GC | DG  | Pts. |                               |
| ---- | ------------------------- | -- | -- | -- | -- | -- | -- | --- | ---- | ----------------------------- |
| 1    | Hartford Athletic         | 16 | 11 | 2  | 3  | 31 | 24 | +7  | 35   | Clasificación a los play-offs |
| 2    | Pittsburgh Riverhounds SC | 16 | 11 | 1  | 4  | 39 | 10 | +29 | 34   | Clasificación a los play-offs |
| 3    | New York Red Bulls II     | 16 | 5  | 0  | 11 | 30 | 37 | −7  | 15   |                               |
| 4    | Philadelphia Union II     | 16 | 2  | 3  | 11 | 20 | 45 | −25 | 9    |                               |
| 5    | Loudoun United FC         | 13 | 1  | 3  | 9  | 10 | 28 | −18 | 6    |                               |

| Grupo F                   | Grupo F   | Grupo F                   | Grupo F          | Grupo F |
| Local                     | Resultado | Visitante                 | Fecha            | Hora    |
| ------------------------- | --------- | ------------------------- | ---------------- | ------- |
| New York Red Bulls II     | 0:1       | Tampa Bay Rowdies         | 7 de marzo       | 17:00   |
| Philadelphia Union II     | 0:0       | Loudoun United FC         | 7 de marzo       | 21:30   |
| New York Red Bulls II     | 0:1       | Hartford Athletic         | 17 de julio      | 19:00   |
| Philadelphia Union II     | 0:6       | Pittsburgh Riverhounds SC | 18 de julio      | 19:30   |
| Hartford Athletic         | 3:1       | Loudoun United FC         | 20 de julio      | 17:00   |
| Pittsburgh Riverhounds SC | 0:1       | Indy Eleven               | 22 de julio      | 18:00   |
| Philadelphia Union II     | 1:5       | New York Red Bulls II     | 22 de julio      | 19:30   |
| Hartford Athletic         | 3:2       | Philadelphia Union II     | 25 de julio      | 19:00   |
| New York Red Bulls II     | 2:1       | Pittsburgh Riverhounds SC | 26 de julio      | 17:00   |
| Pittsburgh Riverhounds SC | 4:0       | Philadelphia Union II     | 1 de agosto      | 19:00   |
| Hartford Athletic         | 4:1       | Loudoun United FC         | 2 de agosto      | 19:00   |
| Philadelphia Union II     | 3:2       | New York Red Bulls II     | 5 de agosto      | 17:00   |
| Pittsburgh Riverhounds SC | 4:1       | New York Red Bulls II     | 8 de agosto      | 19:00   |
| New York Red Bulls II     | 1:2       | Loudoun United FC         | 12 de agosto     | 19:00   |
| Hartford Athletic         | 2:1       | New York Red Bulls II     | 15 de agosto     | 19:00   |
| Loudoun United FC         | 0:2       | Pittsburgh Riverhounds SC | 19 de agosto     | 19:00   |
| Pittsburgh Riverhounds SC | 2:2       | Saint Louis FC            | 22 de agosto     | 19:00   |
| Hartford Athletic         | 2:2       | Loudoun United FC         | 23 de agosto     | 19:00   |
| Loudoun United FC         | 2:3       | New York Red Bulls II     | 29 de agosto     | 18:30   |
| Pittsburgh Riverhounds SC | 3:0       | Loudoun United FC         | 1 de septiembre  | 19:00   |
| Philadelphia Union II     | 1:2       | Atlanta United 2          | 2 de septiembre  | 19:30   |
| New York Red Bulls II     | 0:3       | Pittsburgh Riverhounds SC | 5 de septiembre  | 17:00   |
| Hartford Athletic         | 2:1       | Loudoun United FC         | 5 de septiembre  | 19:00   |
| New York Red Bulls II     | 6:0       | Philadelphia Union II     | 9 de septiembre  | 18:00   |
| Pittsburgh Riverhounds SC | 5:0       | Hartford Athletic         | 12 de septiembre | 20:00   |
| Loudoun United FC         | 1:1       | Philadelphia Union II     | 12 de septiembre | 20:00   |
| Hartford Athletic         | 3:1       | New York Red Bulls II     | 16 de septiembre | 20:00   |
| Philadelphia Union II     | 4:0       | Loudoun United FC         | 16 de septiembre | 20:30   |
| Loudoun United FC         | 0:1       | Pittsburgh Riverhounds SC | 19 de septiembre | 19:30   |
| Philadelphia Union II     | 0:3       | Hartford Athletic         | 20 de septiembre | 18:00   |
| Hartford Athletic         | 1:1       | Philadelphia Union II     | 23 de septiembre | 20:00   |
| New York Red Bulls II     | 5:4       | Philadelphia Union II     | 26 de septiembre | 18:00   |
| Pittsburgh Riverhounds SC | 0:1       | Hartford Athletic         | 26 de septiembre | 20:00   |
| New York Red Bulls II     | 0:3       | North Carolina FC         | 30 de septiembre | 18:00   |
| Philadelphia Union II     | 2:3       | Hartford Athletic         | 30 de septiembre | 20:30   |
| Pittsburgh Riverhounds SC | 2:1       | Philadelphia Union II     | 3 de octubre     | 20:00   |
| New York Red Bulls II     | 0:2       | Hartford Athletic         | 4 de octubre     | 20:00   |

### Grupo G
El Grupo G incluye la parte norte del Sur de Estados Unidos.
| Pos. | Equipo                 | PJ | PG | PE | PP | GF | GC | DG  | Pts. |                               |
| ---- | ---------------------- | -- | -- | -- | -- | -- | -- | --- | ---- | ----------------------------- |
| 1    | Charlotte Independence | 16 | 8  | 4  | 4  | 24 | 22 | +2  | 28   | Clasificación a los play-offs |
| 2    | Birmingham Legion FC   | 16 | 7  | 4  | 5  | 29 | 19 | +10 | 25   | Clasificación a los play-offs |
| 3    | North Carolina FC      | 15 | 6  | 1  | 8  | 17 | 21 | −4  | 19   |                               |
| 4    | Memphis 901 FC         | 15 | 4  | 4  | 7  | 24 | 31 | −7  | 16   |                               |

| Grupo G                | Grupo G   | Grupo G                | Grupo G          | Grupo G |
| Local                  | Resultado | Visitante              | Fecha            | Hora    |
| ---------------------- | --------- | ---------------------- | ---------------- | ------- |
| North Carolina FC      | 0:1       | Louisville City FC     | 7 de marzo       | 16:30   |
| Memphis 901 FC         | 2:4       | Indy Eleven            | 7 de marzo       | 21:00   |
| Birmingham Legion FC   | 3:0       | Memphis 901 FC         | 15 de julio      | 20:05   |
| Birmingham Legion FC   | 1:1       | Tampa Bay Rowdies      | 25 de julio      | 19:30   |
| Memphis 901 FC         | 2:2       | Charlotte Independence | 25 de julio      | 20:30   |
| North Carolina FC      | 1:0       | Birmingham Legion FC   | 1 de agosto      | 19:00   |
| Memphis 901 FC         | 1:0       | Saint Louis FC         | 1 de agosto      | 20:30   |
| Birmingham Legion FC   | 4:1       | Charlotte Independence | 5 de agosto      | 20:00   |
| Memphis 901 FC         | 0:1       | North Carolina FC      | 8 de agosto      | 17:00   |
| Charlotte Independence | 1:1       | Charleston Battery     | 8 de agosto      | 19:00   |
| Birmingham Legion FC   | 1:0       | Atlanta United 2       | 8 de agosto      | 19:30   |
| Charlotte Independence | 1:1       | Birmingham Legion FC   | 12 de agosto     | 19:00   |
| Charlotte Independence | 3:2       | Memphis 901 FC         | 15 de agosto     | 19:00   |
| North Carolina FC      | 0:2       | Birmingham Legion FC   | 15 de agosto     | 19:00   |
| North Carolina FC      | 0:3       | Charleston Battery     | 19 de agosto     | 19:00   |
| Birmingham Legion FC   | 2:2       | Memphis 901 FC         | 22 de agosto     | 19:30   |
| Charlotte Independence | 1:0       | North Carolina FC      | 26 de agosto     | 19:00   |
| Charlotte Independence | 1:4       | Birmingham Legion FC   | 29 de agosto     | 19:00   |
| Birmingham Legion FC   | 1:2       | North Carolina FC      | 2 de septiembre  | 20:00   |
| Memphis 901 FC         | 0:2       | Charlotte Independence | 2 de septiembre  | 20:00   |
| Charlotte Independence | 3:1       | North Carolina FC      | 5 de septiembre  | 19:00   |
| Memphis 901 FC         | 1:1       | Birmingham Legion FC   | 5 de septiembre  | 20:00   |
| North Carolina FC      | 2:3       | Memphis 901 FC         | 10 de septiembre | 20:00   |
| Birmingham Legion FC   | 1:3       | Charlotte Independence | 12 de septiembre | 20:30   |
| North Carolina FC      | 3:2       | Memphis 901 FC         | 13 de septiembre | 19:00   |
| North Carolina FC      | 0:1       | Charlotte Independence | 19 de septiembre | 20:00   |
| Charlotte Independence | 0:0       | Miami FC               | 23 de septiembre | 20:00   |
| Charlotte Independence | 1:3       | Memphis 901 FC         | 26 de septiembre | 20:00   |
| Birmingham Legion FC   | 1:2       | North Carolina FC      | 26 de septiembre | 20:30   |
| North Carolina FC      | 0:1       | Charlotte Independence | 3 de octubre     | 20:00   |
| Memphis 901 FC         | 3:1       | Birmingham Legion FC   | 3 de octubre     | 21:00   |

### Grupo H
El grupo H incluye los estados del Atlántico más australes.
| Pos. | Equipo             | PJ | PG | PE | PP | GF | GC | DG  | Pts. |                               |
| ---- | ------------------ | -- | -- | -- | -- | -- | -- | --- | ---- | ----------------------------- |
| 1    | Tampa Bay Rowdies  | 16 | 10 | 3  | 3  | 25 | 11 | +14 | 33   | Clasificación a los play-offs |
| 2    | Charleston Battery | 15 | 9  | 3  | 3  | 26 | 15 | +11 | 30   | Clasificación a los play-offs |
| 3    | Miami FC           | 16 | 4  | 4  | 8  | 20 | 34 | −14 | 16   |                               |
| 4    | Atlanta United 2   | 16 | 3  | 3  | 10 | 23 | 33 | −10 | 12   |                               |

| Grupo H            | Grupo H   | Grupo H                | Grupo H          | Grupo H |
| Local              | Resultado | Visitante              | Fecha            | Hora    |
| ------------------ | --------- | ---------------------- | ---------------- | ------- |
| Atlanta United 2   | 0:1       | Charleston Battery     | 8 de marzo       | 16:30   |
| Tampa Bay Rowdies  | 2:1       | Atlanta United 2       | 11 de julio      | 19:30   |
| Atlanta United 2   | 2:2       | Memphis 901 FC         | 18 de julio      | 19:30   |
| Charleston Battery | 1:2       | Birmingham Legion FC   | 19 de julio      | 20:00   |
| Charleston Battery | 3:0       | Atlanta United 2       | 24 de julio      | 20:00   |
| Atlanta United 2   | 4:3       | Miami FC               | 29 de julio      | 19:30   |
| Tampa Bay Rowdies  | 2:0       | Charleston Battery     | 31 de julio      | 19:30   |
| Atlanta United 2   | 1:1       | Charleston Battery     | 5 de agosto      | 19:30   |
| Miami FC           | 0:3       | Tampa Bay Rowdies      | 7 de agosto      | 19:00   |
| Atlanta United 2   | 0:2       | Tampa Bay Rowdies      | 12 de agosto     | 19:30   |
| Charleston Battery | 3:2       | Atlanta United 2       | 15 de agosto     | 20:00   |
| Tampa Bay Rowdies  | 1:1       | Miami FC               | 16 de agosto     | 19:30   |
| Miami FC           | 2:2       | Atlanta United 2       | 19 de agosto     | 19:00   |
| Tampa Bay Rowdies  | 2:1       | Atlanta United 2       | 22 de agosto     | 19:30   |
| Miami FC           | 2:1       | Charlotte Independence | 23 de agosto     | 19:00   |
| Charleston Battery | 3:1       | Miami FC               | 26 de agosto     | 19:30   |
| Charleston Battery | 1:0       | Tampa Bay Rowdies      | 29 de agosto     | 19:30   |
| Tampa Bay Rowdies  | 3:0       | Miami FC               | 2 de septiembre  | 19:30   |
| Miami FC           | 1:1       | Charleston Battery     | 5 de septiembre  | 19:30   |
| Tampa Bay Rowdies  | 2:0       | Philadelphia Union II  | 6 de septiembre  | 20:30   |
| Charleston Battery | 1:0       | Tampa Bay Rowdies      | 11 de septiembre | 20:30   |
| Atlanta United 2   | 1:2       | Miami FC               | 12 de septiembre | 20:30   |
| Atlanta United 2   | 1:2       | Tampa Bay Rowdies      | 16 de septiembre | 20:30   |
| Miami FC           | 0:4       | Birmingham Legion FC   | 16 de septiembre | 20:30   |
| Charleston Battery | 2:0       | Miami FC               | 20 de septiembre | 19:00   |
| Atlanta United 2   | 5:3       | New York Red Bulls II  | 23 de septiembre | 20:30   |
| Miami FC           | 0:1       | Tampa Bay Rowdies      | 26 de septiembre | 20:30   |
| Miami FC           | 4:3       | Charleston Battery     | 30 de septiembre | 20:30   |
| Tampa Bay Rowdies  | 1:2       | Charleston Battery     | 3 de octubre     | 20:30   |
| Miami FC           | 3:1       | Atlanta United 2       | 4 de octubre     | 20:30   |

## Fase final

### Conferencia Oeste
- Cuartos de final[10]

| Cuartos de final      | Cuartos de final    | Cuartos de final       | Cuartos de final | Cuartos de final |
| Local                 | Resultado           | Visitante              | Fecha            | Hora             |
| --------------------- | ------------------- | ---------------------- | ---------------- | ---------------- |
| Reno                  | 4:1                 | LA Galaxy 2            | 10 de octubre    | 22:00            |
| San Antonio FC        | 0:1 pró.            | New Mexico United      | 10 de octubre    | 22:00            |
| El Paso Locomotive FC | 2:2 (pró. 4:2 pen.) | FC Tulsa               | 10 de octubre    | 22:30            |
| Phoenix Rising FC     | 1:0 (pró.)          | Sacramento Republic FC | 10 de octubre    | 23:30            |

- Semifinales

| Semifinal             | Semifinal           | Semifinal         | Semifinal     | Semifinal |
| Local                 | Resultado           | Visitante         | Fecha         | Hora      |
| --------------------- | ------------------- | ----------------- | ------------- | --------- |
| Reno                  | 2:2 (pró. 4:5 pen.) | Phoenix Rising FC | 17 de octubre | 22:00     |
| El Paso Locomotive FC | 1:1 (pró. 5:3 pen.) | New Mexico United | 17 de octubre | 22:30     |

- Final

| Semifinal         | Semifinal           | Semifinal             | Semifinal     | Semifinal |
| Local             | Resultado           | Visitante             | Fecha         | Hora      |
| ----------------- | ------------------- | --------------------- | ------------- | --------- |
| Phoenix Rising FC | 1:1 (pró. 4:2 pen.) | El Paso Locomotive FC | 24 de octubre | 23:30     |

### Conferencia Este
- Cuartos de final

| Cuartos de final       | Cuartos de final | Cuartos de final          | Cuartos de final | Cuartos de final |
| Local                  | Resultado        | Visitante                 | Fecha            | Hora             |
| ---------------------- | ---------------- | ------------------------- | ---------------- | ---------------- |
| Charlotte Independence | 1:2 (pró.)       | Charleston Battery        | 10 de octubre    | 20:00            |
| Tampa Bay Rowdies      | 4:2              | Birmingham Legion FC      | 10 de octubre    | 20:30            |
| Hartford Athletic      | 0:1              | Saint Louis FC            | 10 de octubre    | 20:00            |
| Louisville City FC     | 2:0              | Pittsburgh Riverhounds SC | 10 de octubre    | 20:30            |

- Semifinales

| Semifinal          | Semifinal | Semifinal          | Semifinal     | Semifinal |
| Local              | Resultado | Visitante          | Fecha         | Hora      |
| ------------------ | --------- | ------------------ | ------------- | --------- |
| Tampa Bay Rowdies  | 1:0       | Charleston Battery | 17 de octubre | 20:30     |
| Louisville City FC | 2:0       | Saint Louis FC     | 17 de octubre | 20:30     |

- Final

| Semifinal          | Semifinal | Semifinal         | Semifinal     | Semifinal |
| Local              | Resultado | Visitante         | Fecha         | Hora      |
| ------------------ | --------- | ----------------- | ------------- | --------- |
| Louisville City FC | 1:2       | Tampa Bay Rowdies | 24 de octubre | 20:30     |

## Final del campeonato
La final fue cancelada el día anterior porque varios jugadores y personal de Tampa Bay dieron positivo por COVID-19. No se eligió ningún campeón.
| Final             | Final     | Final             | Final          | Final |
| Local             | Resultado | Visitante         | Fecha          | Hora  |
| ----------------- | --------- | ----------------- | -------------- | ----- |
| Tampa Bay Rowdies | Cancelado | Phoenix Rising FC | 1 de noviembre | 22:30 |

## Goleadores[12]
- Actualizado el 25 de octubre de 2020.

| Jugador             | Equipo                 | Goles |
| ------------------- | ---------------------- | ----- |
| Junior Flemmings    | Phoenix Rising FC      | 14    |
| Augustine Williams  | LA Galaxy II           | 13    |
| Cameron Lancaster   | Louisville City FC     | 12    |
| Dane Kelly          | Charlotte Independence | 11    |
| Foster Langsdorf    | Reno 1868 FC           | 11    |
| Rufat Dadashov      | Phoenix Rising FC      | 11    |
| Tyler Pasher        | Indy Eleven            | 10    |
| Sebastián Guenzatti | Tampa Bay Rowdies      | 10    |